# Jonas Ekfeldt
Jonas Ekfeldt es un productor musical y cantante sueco. Ganó fama en 1996 con el nombre de Robin Cook y avance el sencillo "I Won't Let the Sun Go Down" (un cover del debut de Nik Kershaw "I Won't Let el sun go down on me") seguido de "Comanchero" y el álbum Land of Sunshine en 1997.
Ekfeldt cantó y produjo "I Won't Let the Sun Go Down" y todas las versiones posteriores bajo el nombre de Robin Cook, pero nombró a Manuel Manci hacia adelante y llevar a cabo, pensando que él mismo carecía de tiempo. La verdad de quién realmente era el cantante se mantuvo en secreto hasta el diario sueco Aftonbladet publicó un artículo en 2002. Sin embargo, otro sencillo fue lanzado en 2002 bajo el nombre de Robin Cook, titulada "Susana" con Ekfeldt en la portada.
- Datos: Q5629882
- Multimedia: Jonas Ekfeldt / Q5629882